# Terryville (Connecticut)
Terryville is een plaats (census-designated place) in de Amerikaanse staat Connecticut, en valt bestuurlijk gezien onder Litchfield County. Het dorp is genoemd naar Eli Terry Jr, de zoon van Eli Terry sr.

## Demografie
Bij de volkstelling in 2000 werd het aantal inwoners vastgesteld op 5360.

## Geografie
Volgens het United States Census Bureau beslaat de plaats een oppervlakte van
7,3 km², waarvan 7,2 km² land en 0,1 km² water.

## Geboren in Terryville
- Ted Knight (1923-1986), acteur

## Plaatsen in de nabije omgeving
De onderstaande figuur toont nabijgelegen 'incorporated' en 'census-designated' plaatsen in een straal van 24 km rond Terryville.